# Groupe PSA

Groupe PSA, formellt Peugeot SA (Peugeot Société Anonyme) och 1991–2016 PSA Peugeot Citroën, är en fransk multinationell fordonskoncern med huvudkontor i Paris i Frankrike. Koncernen bildades genom Peugeots uppköp av Citroën i april 1976. År 1978 köpte PSA dåvarande Chryslers europeiska del Chrysler Europe. Stora samordningar har skett inom koncernen med många gemensamma komponenter och delvis i det närmaste likadana modeller hos de olika märkena. I mars 2017 köpte PSA tyska Opel och brittiska Vauxhall av amerikanska General Motors och är sedan dess Europas näst största biltillverkare efter Volkswagen AG.
PSA Peugeot Citroën har ett samriskföretag med Fiatkoncernen kallat Eurovan.
4 januari 2021 beslöt ägarna av Groupe PSA att bolaget skulle gå samman med Fiat Chrysler Automobiles och bilda den nya bilkoncernen Stellantis.